# Zapala (kommunhuvudort i Argentina)
Zapala är en kommunhuvudort i Argentina.   Den ligger i provinsen Neuquén, i den sydvästra delen av landet, 1 100 km väster om huvudstaden Buenos Aires. Zapala ligger 1 015 meter över havet och antalet invånare är 31 534.
Terrängen runt Zapala är platt västerut, men österut är den kuperad. Zapala är det största samhället i trakten.
Runt Zapala är det i huvudsak tätbebyggt. Runt Zapala är det mycket glesbefolkat, med 7 invånare per kvadratkilometer.